# توماس ستارزل
توماس إيرل ستارزل (بالفرنسية: Thomas Earl Starzl)‏ (11 مارس 1926 - 4 مارس 2017) طبيب وباحث وخبيرافي زراعة الأعضاء. قام بأول عملية زرع كبد بشري، غالبا ما يشار إليه باسم «والد الزرع الحديث»

## حياته

### السنوات المبكرة
ولد ستارزل في 11 مارس 1926، في لو المريخ، أيوا، ابن محرر صحفي وكاتب الخيال العلمي الروماني فريدريك ستارزل وأمه آنا لورا فيتزجيرالد التي كانت مدرسة وممرضة. كان الثاني من أربعة أشقاء. تغييرت خطط ستارزل بشكل جذري عندما توفيت والدته من سرطان الثدي في عام 1947.

### تعليمه
حضر كلية وستمنستر في فولتون (ميزوري)، حيث حصل على درجة بكالوريوس العلوم في علم الأحياء. حضر ستارزل كلية الطب في جامعة الشمال الغربي مدرسة فينبرغ للطب في شيكاغو، حيث حصل في عام 1950 على درجة الماجستير في علم التشريح وفي عام 1952 حصل على درجة دكتوراه في الفزيولوجيا العصبية. أثناء وجوده في كلية الطب، أسس علاقة صداقة طويلة مع البروفيسور لويال ديفيس، طبيب الأعصاب.
قضى ستارزل سنة إضافية في كلية الطب، وذلك لإكمال شهادة الدكتوراه في الفزيولوجيا العصبية، في عام 1952. وكتب ورقة أساسية تصف تقنية لتسجيل الاستجابات الكهربائية لهياكل الدماغ العميقة إلى المحفزات الحسية مثل ومضة من الضوء أو صوت عال. تم الاستشهاد بها للغاية.[بحاجة لمصدر]
بعد حصوله على الدرجة الطبية، تدرب ستارزل في مستشفى جونز هوبكنز في بالتيمور وجاكسون ميموريال في ميامي. وفي كلتا المنطقتين، أجرى أبحاثا في المختبر، أظهر اهتماما كبيرا ببيولوجيا الكبد[بحاجة لمصدر]

### أعماله
كان ستارزل جراحا وباحثا في مجال زراعة الأعضاء في جامعة كولورادو منذ عام 1962 وحتى انتقاله إلى جامعة بيتسبرغ في عام 1981.
أصدر معهد المعلومات العلمية في عام 1999 توثق أن عمله قد ذُكر أكثر من أي باحث آخر في العالم.
سميت مذكراته بـ«لغز الشعب»، من قبل صحيفة وول ستريت جورنال باعتبارها ثالث أفضل كتاب عن حياة الأطباء.
أبرز إنجازات ستارزل ما يلي:
- إجراء أول عملية زراعة كبد بشرية في عام 1963، وأول عملية ناجحة لزرع الكبد البشري في عام 1967، وكلاهما في جامعة كولورادو - مركز العلوم الصحية.[9]
- نشاء الأداة السريرية سيكلوسبورين[10] وذلكفي عام 1982(إدارة الغذاء والدواء (الولايات المتحدة))
- تطوير العديد من التقدم التقني في الحفاظ على أجهزة الزرع الطبية.
- تحديد الدلائل والقيود المفروضة على زرع الأعضاء في البطن.
- تحديد الأساس الكامن لزرع الأعضاء كعلاج للأمراض الأيضية الموروثة (وبالتالي توفير الأساس المنطقي لجهود العلاج الجيني في اليوم الحالي)؛
- الاعتراف بالدور المسبب لكبت المناعة في تطوير مرض ما بعد الزرع التكاثري اللمفاوي وغيرها من العدوى الانتهازية وفائدة عكس الأدوية المثبطة للمناعة كعلاج الرئيسي.
- إجراء أول عملية زراعة لقلب وكبد في وقت واحد على ستورمي جونز البالغة من العمر ست سنوات في عام 1984.[11]

## الجوائز والتكريمات

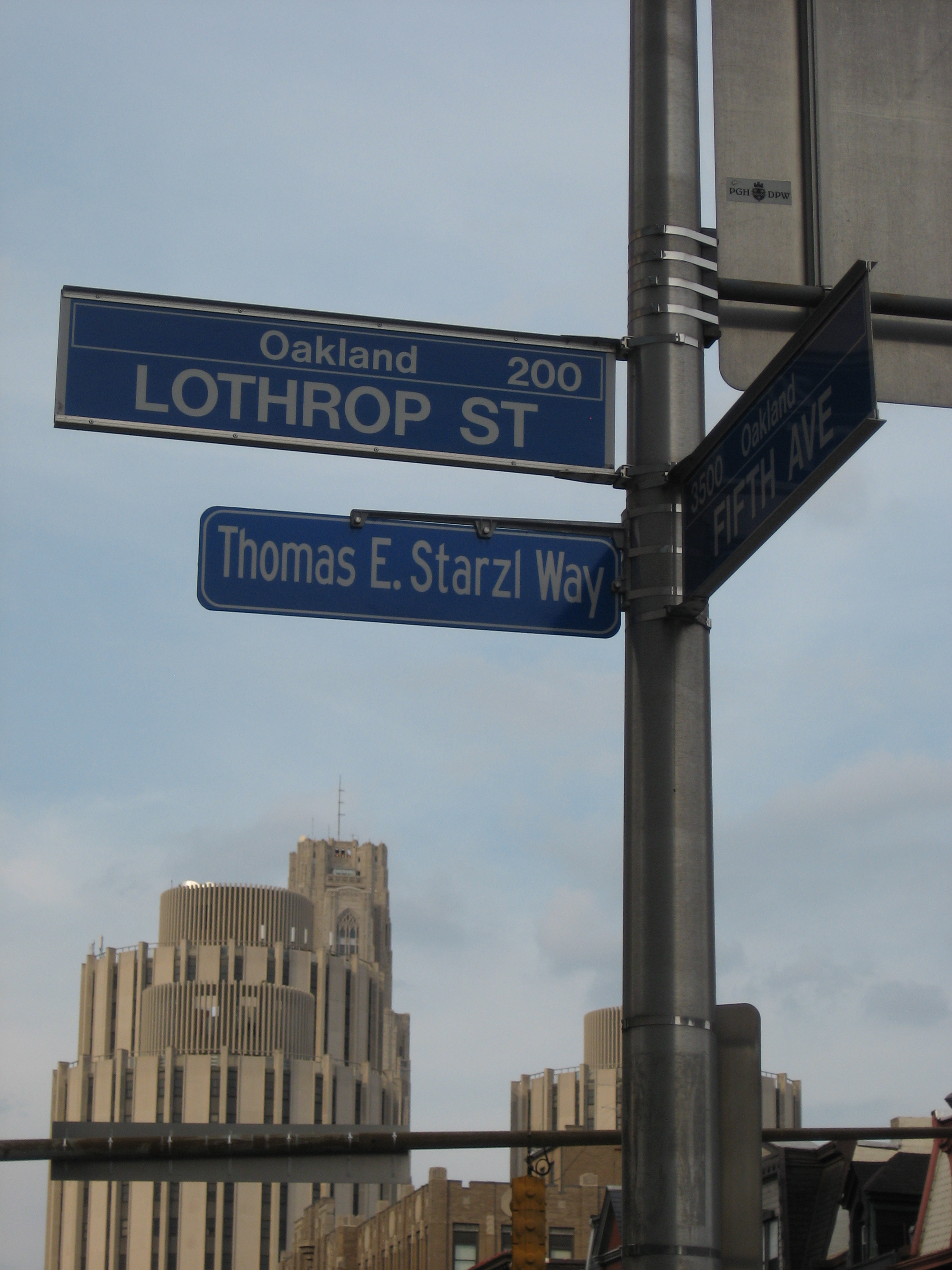
طريق توماس ستارزل في حرم جامعة بيتسبرغ

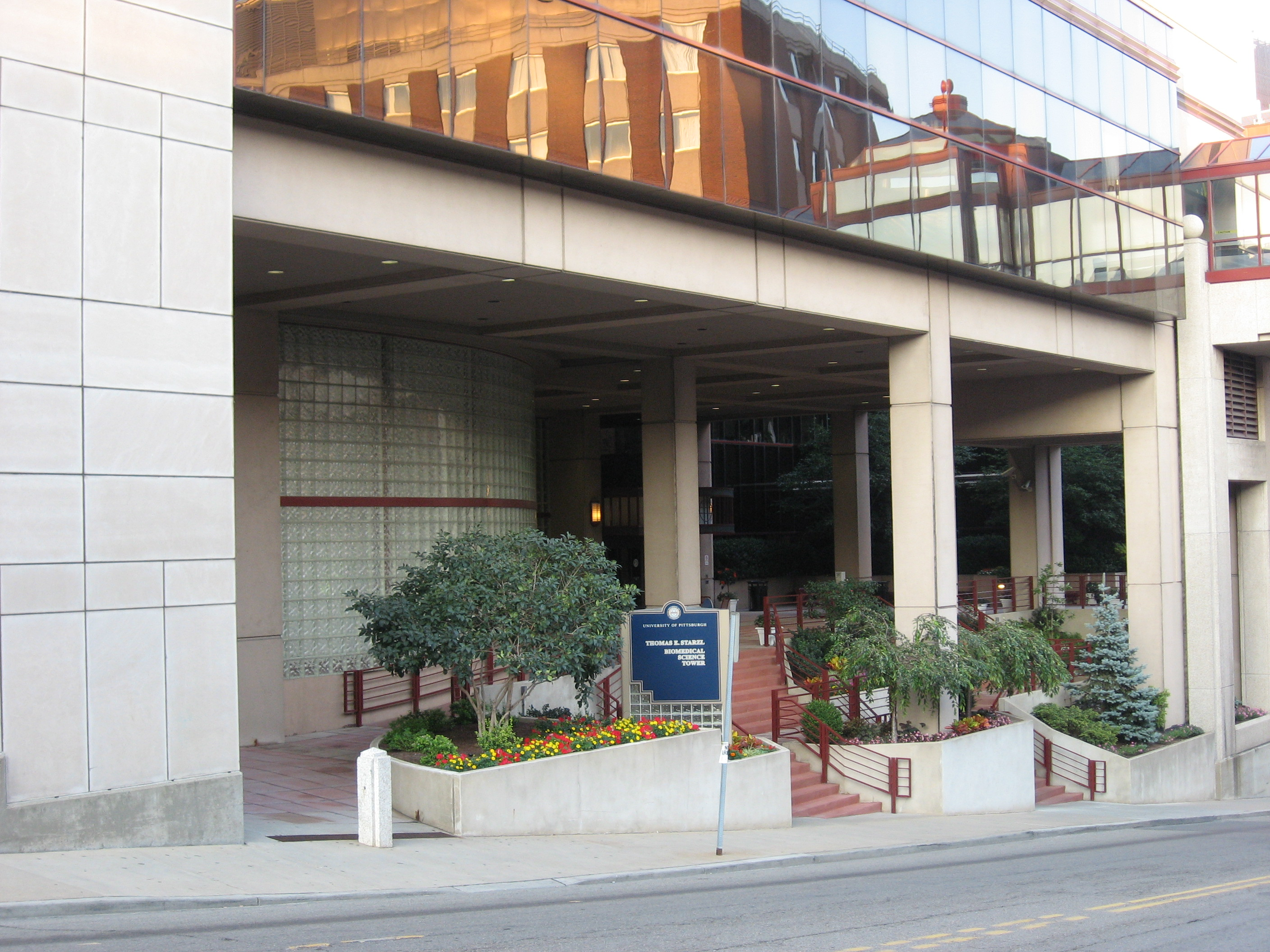
مدخل برج البحوث الطبية الحيوية لتوماس ستارزل في جامعة بيتسبرغ.

- بنجامين فرانكلين وسام الإنجاز المتميز في العلوم (2016)، الجمعية الأمريكية للفلسفة [12]
- جائزة أنتوني سيرامي في الطب الانتقالي (2015، محرري الطب الجزيئي) [13]
- جائزة باروخ بلومبرغ (2014، مؤسسة التهاب الكبد) [14]
- جائزة لاسكر (2012، مؤسسة لاسكر) للبحث الطبي السريري[5]
- جائزة رئيس كارنيجي للعلوم (2010، مركز كارنيجي للعلوم) [5]
- جائزة غوستاف لينهارد (2009، الأكاديمية الوطنية للطب ) (الولايات المتحدة الأمريكية))[15]
- قلادة العلوم الوطنية (2004)، التي قدمها الرئيس جورج دبليو بوش في البيت الأبيض في عام 2006 [16]
- جائزة جون سكوت (2004)[17]
- جائزة الملك فيصل العالمية (2001) [18]
- ميدالية لانلونغ إنترناشونال (1998، أكاديمية ناتيونال دي تشيرورجي)
- جائزة جاكوبسون للابتكار (1995، الكلية الأمريكية للجراحين)
- جائزة بيتر مدوار (1992، جمعية الزرع) [19]
- جائزة ويليام بومونت في أمراض الجهاز الهضمي (1991، الجمعية الأمريكية لأمراض الجهاز الهضمي)
- جائزة الخدمة المتميزة (1991، مؤسسة الكبد الأمريكية)
- جائزة البلاتين الذهبية، (1983 أكاديمية الإنجاز)[20]
- جائزة ديفيد هيوم التذكارية (1978، مؤسسة الكلى الوطنية)[21]
- جائزة بروكديل في الطب (1974، الجمعية الطبية الأمريكية)
- معهد وودز هول لعلوم المحيطات (جمعية بوسطن الجراحية)
- جائزة مدينة الطب

كان ستارزل واحدا من أهم الأطباء، حيث احتل المرتبة رقم 213، بحسب «1000 شخص: تصنيف الرجال والنساء الذين شكلوا الألفية» (كودانشا أميركا، 332 صفحة)
كما حصل ستارزل على شهادات فخرية من 26 جامعة في الولايات المتحدة وخارجها، منها 12 جامعة في العلوم، و 11 في الطب، و 2 في رسائل إنسانية، و 1 في القانون.[بحاجة لمصدر]
في عام 2006، احتفالا بعيد ميلاده الثمانين، قامت جامعة بيتسبيرغ بإعادة تسمية واحدة من أحدث مبان البحوث الطبية الخاصة بها باسم برج توماس ستارزل للعلوم الطبية الحيوية تقديرا لإنجازاته ومساهماته في هذا المجال. في 15 أكتوبر 2007، كرمت مؤسسة ولاية بنسلفانيا الأمريكية الكبدية ومدينة بيتسبرغ ستارزل عن طريق تكريس شارع لوثروب بالقرب من مكتبه وبرج البحوث الطبية الحيوية التي تحمل اسمه «توماس ستارزل واي».

## تقاعده
بعد تقاعده من الخدمة السريرية والجراحية منذ عام 1991، كرس الدكتور ستارزل وقته لبحث المساعي وظل نشطا كأستاذ للجراحة في كلية الطب بجامعة بيتسبرغ وبرنامج جامعة بيتسبرغ الطبية (UPMC)، منذ تقاعده حصل على الفروق الإضافية من كونه واحدا من أكثر العلماء غزارة في العالم.

## وصلات خارجية
- توماس ستارزل على موقع IMDb (الإنجليزية)
- الموقع الرسمي